# Wessum
Wessum ist ein Stadtteil von Ahaus (Kreis Borken, Nordrhein-Westfalen) im westlichen Münsterland.

## Geschichte
Wessum wurde erstmals 1122 urkundlich erwähnt und ist damit einer der ältesten Orte im Altkreis Ahaus. Der Name Wessum stammt ursprünglich von dem Haupthof „Wesheim“, den die Frauen von Gottfried und Otto von Cappenberg dem Prämonstratenserkloster Cappenberg schenkten. Noch heute trägt die Grundschule in Wessum den Namen „Gottfried-von-Kappenberg-Schule“.
Nach dem Zweiten Weltkrieg wurde das Dorf und die zerstörte Pfarrkirche St. Martin wieder aufgebaut, in der sich auch eine Passionssäule aus dem 16. Jahrhundert befindet. Zum Beispiel wurde der Dachreiter des Kirchturms von einer Bombe getroffen, dieser ist noch heute schief.
Weitere Sehenswürdigkeit ist das 1510 erbaute Oratorium, das seit 1920 als Kriegsgräbergedächtnisstätte dient.
Am 1. April 1936 wurden die Gemeinden Dorf Wessum und Kirchspiel Wessum zur neuen Gemeinde Wessum vereinigt.
Bis Ende 1974 war Wessum eine selbständige Gemeinde im Amt Wessum, zu dem auch die Gemeinden Alstätte und Ottenstein gehörten. Im Rahmen der kommunalen Gebietsreform im Regierungsbezirk Münster, basierend auf dem Münster/Hamm-Gesetz, verlor Wessum am 1. Januar 1975 die politische Selbständigkeit und wurde der Stadt Ahaus zugeordnet.
Wessum hat im Jahr 2012 ca. 4730 Einwohner.

## Kultur
Im Wettbewerb Unser Dorf soll schöner werden errang Wessum 1991 auf Landesebene die Goldmedaille und auf Bundesebene die Silbermedaille.
Wessum ist auch als Holzschuhdorf bekannt. Es gibt noch heute mehrere Holzschuhmacher.

## Persönlichkeiten
- Roy Peter Link (* 1982 in Köln), deutscher Schauspieler (in Wessum aufgewachsen)[4]